# Pamijahan (Bantarkalong)
Pamijahan is een bestuurslaag in het regentschap Tasikmalaya van de provincie West-Java, Indonesië. Pamijahan telt 6263 inwoners (volkstelling 2010).